# Raúl Chau Quispe
Raúl Antonio Chau Quispe (Lima, 15 de septiembre de 1967) es un obispo católico peruano, actual Obispo Auxiliar de Arequipa.

## Biografía

### Primeros años y formación
Nacido en Lima; es hijo mayor del matrimonio de Raúl Chau Ayón y Alejandrina Quispe.  
En 1983 terminó su estudios escolares, para continuar los superiores en la Facultad de Ciencias Contables de la Universidad de Lima (1984-1989). 
Siguiendo su vocación religiosa, ingresó al Seminario Santo Toribio de Mogrovejo de la Arquidiócesis de Lima en el año 1992. 
Fue ordenado sacerdote el 16 de julio de 1998 en la Basílica Catedral de Lima por el Cardenal Augusto Vargas Alzamora, S.J.
Luego de sus estudios en la Facultad de Teología Pontificia y Civil de Lima (1992-1997), siguió la Licenciatura en Teología con especialización en Moral y Espiritualidad en la Facultad de Teología de la Universidad de Navarra (España)..

## Episcopado

### Obispo Auxiliar de Lima
El 30 de enero de 2009 fue nombrado Obispo Titular de Aveia y Obispo auxiliar de Lima, arquidiócesis de Perú, recibiendo la ordenación episcopal el 19 de abril de ese mismo año.  
Estuvo en la bendición de la Iglesia Inmaculado Corazón de María, Perú. Misa celebrada a las 8:30 p. m., el Domingo 28 de setiembre de 2014.

### Obispo Auxiliar de Arequipa
El 4 de julio de 2019, el papa Francisco nombró obispo auxiliar de la archidiócesis de Arequipa (Perú), a S.E. Mons. Raúl Antonio Chau Quispe, obispo titular de Aveia, trasladándolo del oficio de auxiliar de la archidiócesis de Lima.